# Olympische Sommerspiele 1948/Teilnehmer (Tschechoslowakei)
| Gelbes Symbol für Goldmedaillen mit stilisierten Olympischen Ringen | Graues Symbol für Silbermedaillen mit stilisierten Olympischen Ringen | Braundes Symbol für Bronzemedaillen mit stilisierten Olympischen Ringen |
| ------------------------------------------------------------------- | --------------------------------------------------------------------- | ----------------------------------------------------------------------- |
| 6                                                                   | 2                                                                     | 3                                                                       |

Die Tschechoslowakei nahm an den Olympischen Sommerspielen 1948 in London mit einer Delegation von 87 Athleten (73 Männer und 14 Frauen) an 57 Wettkämpfen in elf Wettbewerben teil.
Die tschechoslowakischen Sportler gewannen sechs Gold-, zwei Silber- und drei Bronzemedaillen. Olympiasieger wurden der Leichtathlet Emil Zátopek über 10.000 Meter, der Boxer Július Torma im Weltergewicht, die Kanuten Josef Holeček im Einer-Canadier über 1000 Meter, František Čapek im Einer-Canadier über 10.000 Meter sowie Jan Brzák-Felix und Bohumil Kudrna im Zweier-Canadier über 1000 Meter und die Frauenmannschaft der Turnerinnen im Mannschaftsmehrkampf. Fahnenträger bei der Eröffnungsfeier war der Basketballspieler Ladislav Trpkoš.

## Teilnehmer nach Sportarten

### Basketball
- 7. Platz
Ladislav Trpkoš
Josef Toms
Jiří Siegel
Ivan Mrázek
Josef Křepela
Zoltán Krenický
Václav Krása
Jan Kozák
Jozef Kalina
Josef Ezr
Jiří Drvota
Zdeněk Chlup
Ctirad Benáček
Josef Bělohradský

### Boxen
- František Majdloch
gewicht: 4. Platz

- Alois Petřina
gewicht: in der 1. Runde ausgeschieden

- Július Torma
gewicht: Gold

- Miloslav Příhoda
gewicht: in der 1. Runde ausgeschieden

- Otakar Rademacher
gewicht: in der 1. Runde ausgeschieden

### Fechten
- Jaroslav Starý
Säbel: in der 1. Runde ausgeschieden
Säbel Mannschaft: in der 2. Runde ausgeschieden

- Alois Sokol
Säbel: in der 2. Runde ausgeschieden
Säbel Mannschaft: in der 2. Runde ausgeschieden

- Svatopluk Skýva
Säbel: in der 2. Runde ausgeschieden
Säbel Mannschaft: in der 2. Runde ausgeschieden

- Jindřich Kakos
Säbel Mannschaft: in der 2. Runde ausgeschieden

- Jindřich Chmela
Säbel Mannschaft: in der 2. Runde ausgeschieden

### Kanu
Männer
- Luboš Vambera
Einer-Kajak 1000 m: 7. Platz

- Jan Matocha
Einer-Kajak 10.000 m: 9. Platz

- Miloš Pech
Zweier-Kajak 1000 m: 5. Platz

- Ota Kroutil
Zweier-Kajak 1000 m: 5. Platz

- Karel Lomecký
Zweier-Kajak 10.000 m: 7. Platz

- Ludvík Klíma
Zweier-Kajak 10.000 m: 7. Platz

- Josef Holeček
Einer-Canadier 1000 m: Gold

- František Čapek
Einer-Canadier 10.000 m: Gold

- Bohumil Kudrna
Zweier-Canadier 1000 m: Gold

- Jan Brzák-Felix
Zweier-Canadier 1000 m: Gold

- Jiří Pecka
Zweier-Canadier 10.000 m: Silber

- Václav Havel
Zweier-Canadier 10.000 m: Silber

Frauen
- Růžena Košťálová
Einer-Kajak 500 m: 5. Platz

### Kunstwettbewerbe
- Helena Stuliková
- Jindřich Severa
- Karel Otáhal
- Jakub Obrovský
- František Marek
- Karl Kuthan
- Emil Kotrba
- Vlastibor Klimeš
- Jan Kapr
- Stanislav Binar
- Ferdinand Balcárek

### Leichtathletik
Männer
- Václav Winter
800 m: im Halbfinale ausgeschieden

- Václav Čevona
1500 m: 4. Platz

- Emil Zátopek
5000 m: Silber 
10.000 m: Gold

- Jaroslav Fikejz
Weitsprung: 15. Platz

- Čestmír Kalina
Kugelstoßen: 8. Platz

- Jaroslav Knotek
Hammerwurf: 22. Platz

- Lumír Kiesewetter
Speerwurf: 11. Platz

Frauen
- Olga Šicnerová
100 m: im Halbfinale ausgeschieden
200 m: im Vorlauf ausgeschieden

- Libuše Lomská
80 m Hürden: 6. Platz

- Jaroslava Křítková
Kugelstoßen: 5. Platz

- Dana Zátopková
Speerwurf: 7. Platz

### Moderner Fünfkampf
- Karel Bártů
Einzel: 29. Platz

- Otto Jemelka
Einzel: 39. Platz

### Ringen
- Jan Stehlík
Federgewicht, griechisch-römisch: in der 2. Runde ausgeschieden

- Václav Tuhý
Leichtgewicht, griechisch-römisch: in der 1. Runde ausgeschieden

- Josef Růžička
Schwergewicht, griechisch-römisch: in der 2. Runde ausgeschieden
Schwergewicht, Freistil: 5. Platz

### Rudern
- Jiří Vaněk
Vierer ohne Steuermann: im Viertelfinale ausgeschieden

- Josef Schejbal
Vierer ohne Steuermann: im Viertelfinale ausgeschieden

- Václav Roubík
Vierer ohne Steuermann: im Viertelfinale ausgeschieden

- Josef Kalaš
Vierer ohne Steuermann: im Viertelfinale ausgeschieden

### Schwimmen
Männer
- Miroslav Bartůšek
400 m Freistil: im Viertelfinale ausgeschieden
1500 m Freistil: im Viertelfinale ausgeschieden

- Jiří Kovář
100 m Rücken: im Vorlauf ausgeschieden

- Jiří Linhart
200 m Brust: im Vorlauf ausgeschieden

### Turnen
Männer
- Zdeněk Růžička
Einzelmehrkampf: 7. Platz
Boden: Bronze 
Pferdsprung: 46. Platz
Barren: 7. Platz
Reck: 17. Platz
Ringe: Bronze 
Seitpferd: 30. Platz
Mannschaftsmehrkampf: 6. Platz

- Pavel Benetka
Einzelmehrkampf: 23. Platz
Boden: 6. Platz
Pferdsprung: 28. Platz
Barren: 26. Platz
Reck: 20. Platz
Ringe: 25. Platz
Seitpferd: 59. Platz
Mannschaftsmehrkampf: 6. Platz

- Miroslav Málek
Einzelmehrkampf: 47. Platz
Boden: 55. Platz
Pferdsprung: 30. Platz
Barren: 56. Platz
Reck: 33. Platz
Ringe: 32. Platz
Seitpferd: 63. Platz
Mannschaftsmehrkampf: 6. Platz

- Vladimír Karas
Einzelmehrkampf: 48. Platz
Boden: 8. Platz
Pferdsprung: 89. Platz
Barren: 33. Platz
Reck: 61. Platz
Ringe: 7. Platz
Seitpferd: 59. Platz
Mannschaftsmehrkampf: 6. Platz

- Leo Sotorník
Einzelmehrkampf: 50. Platz
Boden: 6. Platz
Pferdsprung: Bronze 
Barren: 53. Platz
Reck: 79. Platz
Ringe: 17. Platz
Seitpferd: 76. Platz
Mannschaftsmehrkampf: 6. Platz

- František Wirth
Einzelmehrkampf: 52. Platz
Boden: 60. Platz
Pferdsprung: 38. Platz
Barren: 64. Platz
Reck: 27. Platz
Ringe: 73. Platz
Seitpferd: 57. Platz
Mannschaftsmehrkampf: 6. Platz

- Vratislav Petráček
Einzelmehrkampf: 65. Platz
Boden: 64. Platz
Pferdsprung: 84. Platz
Barren: 51. Platz
Reck: 77. Platz
Ringe: 25. Platz
Seitpferd: 70. Platz
Mannschaftsmehrkampf: 6. Platz

- Gustav Hrubý
Einzelmehrkampf: 74. Platz
Boden: 38. Platz
Pferdsprung: 17. Platz
Barren: 102. Platz
Reck: 103. Platz
Ringe: 46. Platz
Seitpferd: 41. Platz
Mannschaftsmehrkampf: 6. Platz

Frauen
- Zdeňka Honsová
Mannschaftsmehrkampf: Gold

- Marie Kovářová
Mannschaftsmehrkampf: Gold

- Miloslava Misáková
Mannschaftsmehrkampf: Gold

- Milena Müllerová
Mannschaftsmehrkampf: Gold

- Věra Růžičková
Mannschaftsmehrkampf: Gold

- Olga Šilhánová
Mannschaftsmehrkampf: Gold

- Božena Srncová
Mannschaftsmehrkampf: Gold

- Zdeňka Veřmiřovská
Mannschaftsmehrkampf: Gold

- Eliška Misáková Anm.
Mannschaftsmehrkampf: Gold